# Bhaskar Sunkara
Bhaskar Sunkara (ur. 20 czerwca 1989 w White Plains) – amerykański pisarz polityczny. Jest redaktorem założycielem i wydawcą kwartalnika Jacobin, a także wydawcą Catalyst: A Journal of Theory and Strategy oraz Tribune. Jest byłym wiceprzewodniczącym Demokratycznych Socjalistów Ameryki i autorem Manifestu Socjalistycznego: Sprawa radykalnej polityki w dobie skrajnej nierówności,, a także felietonistą The Guardian US.

## Życiorys
Urodził się w Stanach Zjednoczonych w rodzinie pochodzenia hinduskiego. Jego rodzice wyemigrowali z Trynidadu do USA na rok przed jego urodzeniem. Sunkara przypisuje swoje upolitycznienie lekturom, które czytał jako nastolatek: od George’a Orwella – 1984 oraz Folwark Zwierzęcy, następnie zainteresował się postaciami Lwa Trockiego oraz Izaaka Deutschera, aż do myślicieli Nowej Lewicy – Lucio Magri, Ralph Miliband, Perry Anderson i czasopisma New Left Review. Dołączył do Demokratycznych Socjalistów w Ameryce w wieku 17 lat, stając się redaktorem blogu sekcji aktywistów DSA The Activist. Następnie studiował historię na George Washington University w Waszyngtonie, gdzie wpadł na pomysł założenia czasopisma Jacobina. Po drugim roku z powodu choroby opuścił dwa semestry i spędził czas na czytaniu dzieł marksistowskich.

### Kariera
W lecie 2010 przygotowywał się do powrotu do swych badań i inspiracją do stworzenia czasopisma, które uruchomił w internecie we wrześniu tego samego roku, a drukiem na początku 2011.
Sunkara określa Jakobina jako radykalną publikację „w dużej mierze produktem młodego pokolenia, nie tak bardzo związanym z paradygmatami zimnej wojny, które podtrzymywały stare lewicowe środowiska intelektualne, takie jak Dissent czy New Politics.
Pisze m.in. dla takich czasopism jak Vice, The New York Times, Washington Post i The Nation.  Wystąpił w programie PBS – Tavis Smiley, MSNBC – Up with Chris Hayes czy FX – Totally Biased with W. Kamau Bell.